# Kościół św. Marcina w Bukowcu (powiat nowotomyski)
Kościół Świętego Marcina w Bukowcu – zabytkowy drewniany kościół rzymskokatolicki zbudowany w latach 1737–1742 w Bukowcu, ufundowany przez starostę śremskiego Karola Opalińskiego z Bnina. 

## Historia i architektura

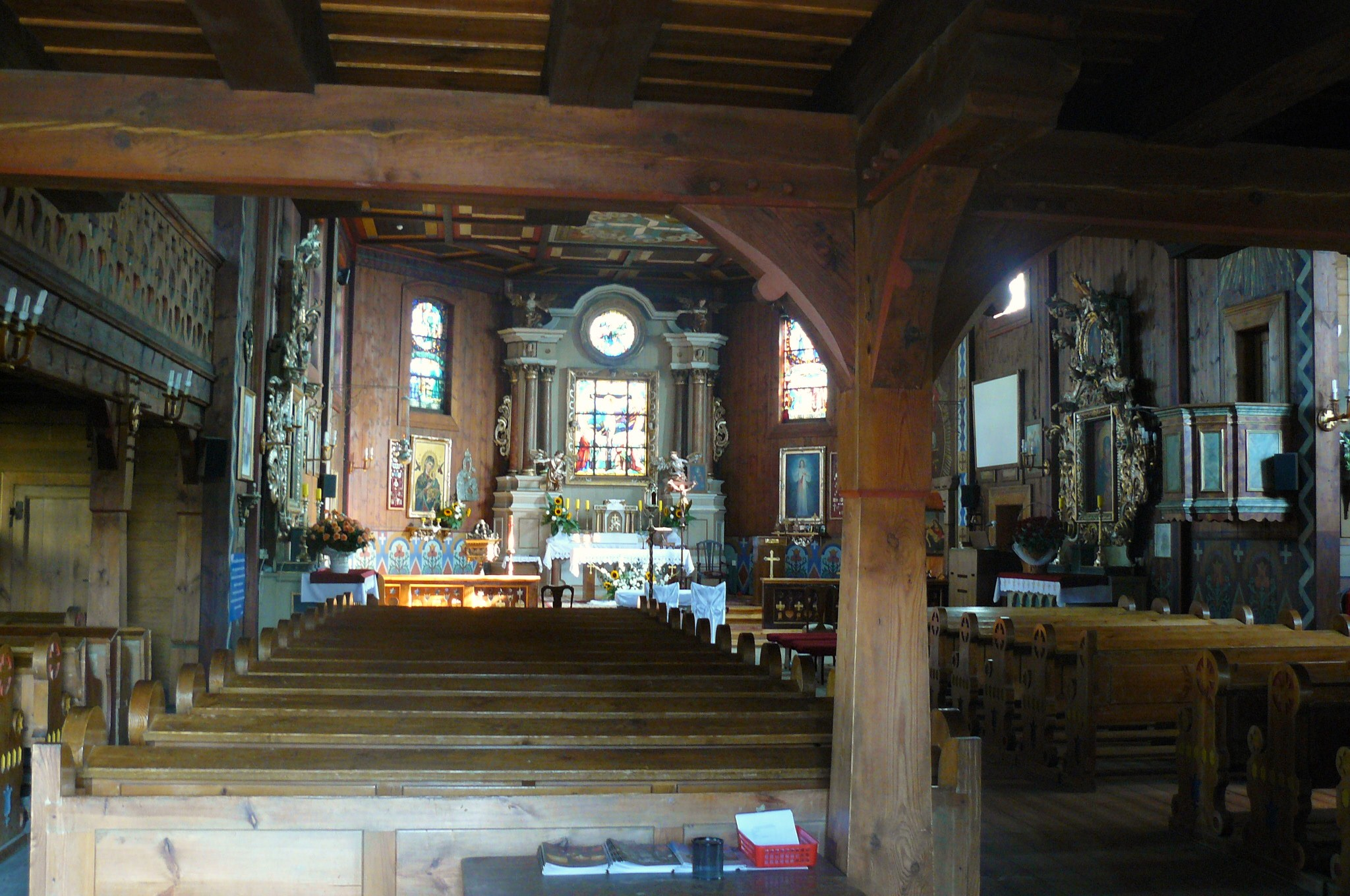
Wnętrze

Świątynia ma konstrukcję zrębową, z zewnątrz oszalowaną. Od strony zachodniej posiada wieżę zakończoną cebulastym hełmem barokowym z latarnią. Wejścia do kościoła od strony południowej i zachodniej prowadzą przez podcienia. Wewnątrz znajdują się 4 barokowe ołtarze. W ołtarzach obrazy świętych: Matki Bożej, św. Apolonii, św. Wawrzyńca, św. Marcina, św. Izydora, św. Jana Nepomucena, św. Walentego i św. Kazimierza królewicza. Na uwagę zasługuje chrzcielnica, ambona i kaplica Serca Jezusowego.  
W latach 1923/1925 kościół został rozbudowany o poprzeczną drewnianą nawę według projektu Stefana Cybichowskiego. Znajdujące się w kościele witraże figuralne, przedstawiające sceny biblijne i życie świętych, ufundowane przez parafian, wykonała krakowska Pracownia Witraży rodziny Żeleńskich według projektu Franciszka Mączyńskiego. Mówiąc o wnętrzu kościoła warto wspomnieć również o oryginalnej dekoracji malarskiej i ciesielskiej wnętrza. Oprócz motywów geometryczno-roślinnych ściany zdobi pionowy ornament ze szlifami generalskimi. Jest to pamiątka z okresu międzywojennego, gdy patronem świątyni był gen. Kazimierz Sosnkowski - właściciel pobliskiej osady Porażyn.
W 1981 powstała dzwonnica z 3 dzwonami: Najświętszego Serca Pana Jezusa, św. Marcina i Matki Bożej, a rok później rozpoczął się trwający dwa lata remont budynku kościelnego.
Wokół kościoła oraz w dworskim parku rosną pomnikowe drzewa m.in. lipy szerokolistne, lipy srebrzyste, wiąz szypułkowy, jesion wyniosły. Po bokach kamiennej groty Matki Boskiej stoją rzeźby św. Jana Nepomucena i św. Józefa Kalasantego z końca XIX w.. Przy kościele głaz pamiątkowy 600-lecia Bukowca (1409-2009). Naprzeciwko świątyni zachował się dom katolicki z 1900 r.